# Chloe Cole
Chloe Cole (California, 27 de julio de 2004) es una activista estadounidense, que se opone a la reasignación de género para los menores de edad y apoya la prohibición de dichos procedimientos tomando como base su propia detransición. Ha aparecido junto a políticos conservadores y en los medios, apoyando y argumentando a favor de prohibir las cirugías de cambio de género. Cole afirma que comenzó a transicionar a los 12 y a detransicionar a los 17, luego de haber pasado por un tratamiento que incluyó bloqueadores de pubertad, testosterona y una doble mastectomía.

## Vida personal
Cole es del Valle Central de California. Afirmó haber recibido diagnósticos referentes a su salud mental de pequeña, por ejemplo, estar en el espectro autista. Es una detransicionadora y se describe como un «ex chico trans» (former trans kid). También mencionó que fue diagnosticada con disforia de género a los 9 años y recibió tratamiento en la clínica Kaiser Permanente de San Francisco desde los 13 a los 17 años.
Se describió a sí misma como una «marimacho» que no encajaba en las normas sociales, pero solo empezó a pensar en transicionar luego de haberse creado una cuenta de Instagram y haber recibido mucho contenido sobre temática LGBT, particularmente sobre varones transgénero. Cole dijo en un podcast del diario The Daily Signal que «las redes sociales» le dieron «la idea de que podía ser hombre».
Afirmó que comenzó a transicionar a los 12 años, y que, como fue abusada sexualmente en octavo grado, comenzó a vendarse las mamas. En febrero de 2018 le prescribieron el bloqueador de pubertad leuprorelina, cuando tenía 13. Un mes después comenzó con las inyecciones de testosterona, que recibió durante dos años. A los 15 se realizó una mastectomía doble en junio de 2020.
Menos de un año después de la cirugía,  se dio cuenta de que quizás algún día ella querría amamantar, cosa que no podría hacer. A los 17, volvió a usar su nombre de nacimiento y detransicionó. Cole afirmó que su médico no siguió los estándares de atención de la Asociación Profesional Mundial para la Salud Transgénero (WPATH por sus siglas en inglés) y que ella no sabía que existían la detransición hasta que la hizo.  Cuando expresó su arrepentimiento a su médico de cambio de género, se le ofreció un cirujano para hacer una reconstrucción mamaria, pero decidió no realizarla.
Los padres de Cole han decidido permanecer sin contacto con los medios. Ella no los culpa por haber accedido a su tratamiento y cirugía, ya que «ellos habían recibido una intensa presión social y por parte de los profesionales de la salud».

## Activismo

### Legislación
Desde mayo de 2022, Cole testifica en los Estados Unidos en contra de las transiciones médicas y apareció en Fox News para denunciar los tratamientos de cambio de género para menores. Afirmó que ni los menores ni los padres deberían consentir a dicho tratamiento y que los padres se enfrentan a una «extrema presión externa» para dar su aprobación. Las opiniones de Cole sobre estos temas difieren de las de las mayores asociaciones de profesionales de la salud, entre las que se encuentran la American Academy of Pediatrics, la Asociación Médica Estadounidense, la Asociación Estadounidense de Psicología y la WPATH.
En mayo de 2022, Cole dio testimonio para apoyar la House Bill 454 de Ohio, que prohíbe el tratamiento de cambio de género para menores. El proyecto de ley no fue aprobado en la sesión, pero sufrió revisiones y se volvió a presentar en 2023.
En julio, Cole dio testimonio a favor de un proyecto de ley finalmente aprobado, que prohibía la cobertura de Medicaid para tratamientos médicos que alteren los caracteres sexuales secundarios, tanto para adultos como para menores. La ley establece que no son una «necesidad médica», ya que cualquier cobertura debe cumplir ese requisito. Cole fue una de los ocho detransicionistas que dio un discurso a favor de un Consejo de Médicos de Florida para impedir que los menores «reciban bloqueadores de pubertad, terapia hormonal o cirugías como tratamiento por disforia de género». Ella fue la única que recibió estos tratamientos antes de cumplir la mayoría de edad. Durante el período de comentarios públicos, Cole preguntó: «¿Por qué esta epidemia de salud mental no se aborda con tratamientos de salud mental, para llegar a las causas centrales de por qué las adolescentes como yo rechazan sus cuerpos?».